# Visakhapatnam Urban
Visakhapatnam (urban) là một trong 43 mandal thuộc huyện Visakhapatnam, bang Andhra Pradesh. Nó nằm bên bờ Vịnh Bengal và tiếp giáp với mandal Visakhapatnam (rural).
The mandal consists of the city of Visakhapatnam, which is a municipal corporation.
Visakhapatnam urban mandal divided in to 4 new mandals 
- Mulagada
- Maharanipeta
- Gopalapatnam
- Seethammadhara.[5]